# Discografia lui Jordin Sparks
Discografia lui Jordin Sparks se compune din două albume de studio, două extended play-uri, treisprezece discuri single (dintre care două colaborări și două single-uri promoționale) și douăsprezece videoclipuri.
Aceasta a devenit cunoscută în urma participării la emisiunea-concurs American Idol, pe care câștigat-o la începutul anului 2007, semnând un contract cu Jive Records. Cântecul său de debut, „This Is My Now” a debutat pe locul 15 în Billboard Hot 100, fiind inclus pe primul album al artistei, Jordin Sparks, care a debutat pe locul al zecelea în clasamentul Billboard 200 și în cele din urmă a primit un disc de platină din partea RIAA. La finele anului 2007, Sparks a lansat discul single „Tattoo”, ce s-a clasat pe locul 8 în Statele Unite ale Americii și pe locul 3 în Canada. Un alt extras pe single, „No Air”, a devenit cel mai bine poziționat cântec al artistei la nivel mondial, ocupând treapta cu numărul 1 în Australia, Israel și Noua Zeelandă. „One Step at a Time” a fost al treilea single, clasându-se printre primele douăzeci de cântece în clasamente din întreaga lume. Din noiembrie 2010, albumul Jordin Sparks s-a vândut în peste două milioane de exemplare la nivel global.
Începând cu cea de-a doua jumătate a anului 2008, cântăreața a început înregistrările pentru cel de-al doilea material discografic de studio, Battlefield. Albumul a debutat pe locul al șaptelea în Billboard 200, și nu s-a bucurat de același succes ca albumul de debut, fiind vândute doar 177.000 de copii în SUA până în decembrie 2010. Trei cântece de pe album au fost lansate ca discuri single: „Battlefield”, „S.O.S. (Let the Music Play)” și „Don't Let It Go to Your Head”. Primul extras pe single de pe acesta, piesa ce poartă numele albumului, a fost lansat în luna mai a anului 2009. S-a clasat în top 10 melodii din mai multe țări și a primit discuri de aur și de platină în Australia și Noua Zeelandă. În noiembrie 2009 Jordin a colaborat cu Guy Sebastian la piesa „Art of Love”, și s-a clasat în top 10 piese din Australia și Noua Zeelandă.

## Albume de studio
| An               | Informații                                                                                           | Clasări | Clasări | Clasări | Clasări | Clasări | Clasări | Clasări | Clasări | Clasări | Clasări | Clasări | Vânzări                              | Certificări                                        |
| An               | Informații                                                                                           | S.U.A.  | CAN     | UK      | IRL     | GER     | OLA     | ELV     | AUT     | AUS     | NZL     | UWC     | Vânzări                              | Certificări                                        |
| ---------------- | --- | ------- | ------- | ------- | ------- | ------- | ------- | ------- | ------- | ------- | ------- | ------- | ------------------------------------ | -------------------------------------------------- |
| Albume de studio | |         |         |         |         |         |         |         |         |         |         |         |                                      |                                                    |
| 2007             | Jordin Sparks - Lansat: 20 noiembrie 2007 - Casă de discuri: Jive - Formate: CD, descărcare digitală | 10      | 12      | 17      | 19      | 42      | 41      | 29      | 41      | 17      | 10      | 14      | - US: 1.045.000 - Mondial: 2.000.000 | - RIAA: Platină - ARIA: Aur - BPI: Aur - CRIA: Aur |
| 2009             | Battlefield - Lansat: 17 iulie 2009 - Case de discuri: 19, Jive - Formate: CD, descărcare digitală   | 7       | 15      | 11      | 17      | 68      | 51      | 52      | 60      | 34      | 17      | 17      | - SUA: 177.000 - Mondial: 600.000    |                                                    |

### Certificări
Albume
- Jordin Sparks

 Australia — disc de aur;
 Canada — disc de aur;
 Noua Zeelandă — disc de aur;
 Regatul Unit — disc de aur;
 Statele Unite ale Americii — disc de platină;

### EP-uri
| Titlu              | Detalii                                                                         |
| ------------------ | ------------------------------------------------------------------------------- |
| For Now            | - Lansat: 29 august 2006 - Format: CD                                           |
| Jordin Sparks (EP) | - Lansat: 22 mai 2007 - Casă de discuri: 19 Entertainment - Descărcabil digital |

## Discuri single
| Anul       | Single                                            | Poziția maximă | Poziția maximă | Poziția maximă | Poziția maximă | Poziția maximă | Poziția maximă | Poziția maximă | Poziția maximă | Poziția maximă | Poziția maximă | Poziția maximă | Poziția maximă | Poziția maximă | Poziția maximă | Poziția maximă | Poziția maximă | Poziția maximă | Album             | Certificări                                                         |
| Anul       | Single                                            | S.U.A.         | S.U.A. Vânzări | CAN            | UK             | IRL            | AUT            | GER            | SUE            | OLA            | POR            | SLO            | CRO            | BUL            | AUS            | NZL            | EU             | UWC            | Album             | Certificări                                                         |
| ---------- | ------------------------------------------------- | -------------- | -------------- | -------------- | -------------- | -------------- | -------------- | -------------- | -------------- | -------------- | -------------- | -------------- | -------------- | -------------- | -------------- | -------------- | -------------- | -------------- | ----------------- | ------------------------------------------------------------------- |
| 2007       | „This Is My Now”[A]                               | 15             | 9              | 41             | —              | —              | —              | —              | —              | —              | —              | —              | —              | —              | —              | —              | —              | —              | Jordin Sparks     |                                                                     |
| 2007       | „Tattoo”[B]                                       | 8              | 7              | 3              | 24             | 48             | 45             | 19             | 26             | 66             | 34             | 25             | 14             | 12             | 5              | 12             | 28             | 14             | Jordin Sparks     | - RIAA: Platină - ARIA: Platină                                     |
| 2008       | „No Air”                                          | 3              | 3              | 3              | 3              | 2              | 8              | 10             | 10             | 17             | 7              | 74             | 2              | —              | 1              | 1              | 7              | 7              | Jordin Sparks     | - RIAA: Platină - ARIA: Platină - IFPI ELV: Aur - RIANZ: 2× Platină |
| 2008       | „One Step at a Time”                              | 17             | 16             | 11             | 16             | 42             | —              | 55             | 53             | —              | 38             | 44             | 8              | 1              | 12             | 2              | 43             | 25             | Jordin Sparks     | - RIANZ: Aur                                                        |
| 2009       | „Battlefield”                                     | 10             | 7              | 5              | 11             | 9              | 47             | 40             | 39             | 51             | —              | 45             | 10             | 3              | 4              | 3              | 30             | 7              | Battlefield       | - ARIA: Platină - RIANZ: Aur                                        |
| 2009       | „S.O.S. (Let the Music Play)”[C]                  | —              | —              | 46             | 13             | 36             | —              | —              | 7              | 51             | —              | 39             | 15             | 2              | 54             | —              | 87             | —              | Battlefield       |                                                                     |
| 2010       | „Don't Let It Go to Your Head”                    | —              | —              | —              | —              | —              | —              | —              | —              | —              | —              | —              | —              | —              | —              | —              | —              | —              | Battlefield       |                                                                     |
| 2011       | „I Am Woman”                                      | 82             | —              | —              | —              | —              | —              | —              | —              | —              | —              | —              | —              | —              | —              | —              | —              | —              | Fără album        |                                                                     |
| 2012       | „Celebrate”                                       | 82             | —              | —              | —              | —              | —              | —              | —              | —              | —              | —              | —              | —              | —              | —              | —              | —              | Sparkle           |                                                                     |
| Colaborări |                                                   |                |                |                |                |                |                |                |                |                |                |                |                |                |                |                |                |                |                   |                                                                     |
| 2009       | „Art of Love”[D] (în colaborare cu Guy Sebastian) | —              | —              | —              | —              | —              | —              | —              | —              | —              | —              | —              | —              | 8              | 7              | —              | —              | —              | Like It like That | - ARIA: Platină - RIANZ: Aur                                        |
| 2009       | „Is This Love” (cu Alex Gaudino)                  | —              | —              | —              | —              | —              | —              | —              | —              | —              | —              | —              | —              | 8              | 7              | —              | —              | —              | Doctor Love       |                                                                     |

Note
- A ^ Lansat doar în Canada și Statele Unite ale Americii.
- B ^ „Tattoo” a fost lansat în Europa după „No Air”, alături de un nou videoclip.
- C ^ Single curent.
- D ^ Lansat doar în Australia.

## Alte cântece intrate în clasamente
| Anul | Single                 | Poziția maximă | Poziția maximă | Poziția maximă       | Poziția maximă        | Album         |
| Anul | Single                 | S.U.A.         | S.U.A. Pop     | S.U.A. Digital Songs | S.U.A. Digital Tracks | Album         |
| ---- | ---------------------- | -------------- | -------------- | -------------------- | --------------------- | ------------- |
| 2007 | „A Broken Wing”        | 66             | 51             | 46                   | 42                    | Jordin Sparks |
| 2007 | „I (Who Have Nothing)” | 80             | 61             | 58                   | —                     | Jordin Sparks |

### Cântece promoționale
| Titlu                | An   | Album      |
| -------------------- | ---- | ---------- |
| „The World I Knew”   | 2011 | Fără album |
| „Angels Are Singing” | 2011 | Fără album |

### Cântece caritabile
| Titlu                                                  | An   | Clasament | Clasament | Clasament | Clasament | Clasament | Clasament | Clasament | Note                                                    |
| Titlu                                                  | An   | SUA       | AUS       | CAN       | IRE       | NZL       | ELV       | UK        | Note                                                    |
| ------------------------------------------------------ | ---- | --------- | --------- | --------- | --------- | --------- | --------- | --------- | ------------------------------------------------------- |
| „We Are the World 25 for Haiti” (cu Artists for Haiti) | 2010 | 2         | 18        | 8         | 9         | 8         | 5         | 50        | Strângere de fonduri pentru Cutremurul din Haiti (2010) |

## Alte apariții

### Albume
| Titlu                             | An   | Album                             |
| --------------------------------- | ---- | --------------------------------- |
| „Count on You” (cu Big Time Rush) | 2010 | BTR                               |
| „You Gotta Want It”               | 2011 | Official Gameday Music of the NFL |

### Coloane sonore
| Titlu                                                               | An   | Film                              |
| ------------------------------------------------------------------- | ---- | --------------------------------- |
| „I'll Be Home for Christmas”                                        | 2007 | This Christmas                    |
| „Road to Paradise”                                                  | 2009 | Tinker Bell and the Lost Treasure |
| „If You Dream”                                                      | 2009 | More Than a Game                  |
| „Reflection”                                                        | 2010 | Secrets of the Mountain           |
| „Beauty and the Beast”                                              | 2010 | Beauty and the Beast              |
| „The World I Knew”                                                  | 2011 | African Cats                      |
| „Angels Are Singing”                                                | 2011 | 12 Dates of Christmas             |
| „Jump” (Carmen Ejogo, Jordin Sparks, Tika Sumpter)                  | 2012 | Sparkle                           |
| „Hooked on Your Love” (Carmen Ejogo, Jordin Sparks, Tika Sumpter)   | 2012 | Sparkle                           |
| „Something He Can Feel” (Carmen Ejogo, Jordin Sparks, Tika Sumpter) | 2012 | Sparkle                           |
| „Look Into Your Heart”                                              | 2012 | Sparkle                           |
| „One Wing”                                                          | 2012 | Sparkle                           |
| „Love Will”                                                         | 2012 | Sparkle                           |

## Videoclipuri
| An   | Titlu                           | Regizor             | Referință     |
| ---- | ------------------------------- | ------------------- | ------------- |
| 2007 | „Tattoo”[D]                     | Matthew Rolston     | [ 70 ]        |
| 2008 | „No Air”                        | Chris Robinson      | [ 71 ]        |
| 2008 | „One Step at a Time”            | Ray Kay             | [ 72 ]        |
| 2008 | „Tattoo”[E]                     | Scott Speer         | [ 73 ] [ 74 ] |
| 2009 | „Battlefield”                   | Philip Andelman     | [ 75 ] [ 76 ] |
| 2009 | „S.O.S. (Let the Music Play)”   | Chris Robinson      | [ 77 ]        |
| 2009 | „Art of Love”                   | TWiN                | [ 78 ]        |
| 2009 | „Little Drummer Boy”            | Valerie Babayan     | [ 79 ]        |
| 2010 | „We Are the World 25 for Haiti” | Paul Haggis         | [ 80 ]        |
| 2010 | „Beauty and the Beast”          | Philip Andelman     | [ 81 ]        |
| 2011 | „The World I Knew”              | Christopher Alender | [ 82 ]        |
| 2012 | „Celebrate”                     | Marcus Raboy        | [ 83 ]        |

Note
- D ^ Videoclipul folosit pentru promovarea în America de Nord și Oceania.
- E ^ Videoclip alternativ pentru promovarea în Europa.